# NYNEX
NYNEX Corporation fue una compañía telefónica estadounidense que atendió a cinco estados de Nueva Inglaterra (Maine, Massachusetts, New Hampshire, Rhode Island y Vermont), así como en la mayor gran parte del estado de Nueva York desde el 1 de enero de 1984 hasta el 14 de agosto de 1997.

## Historia

### Primeros años
Fue formada el 1 de enero de 1984 como el resultado de la disolución de la Bell System, la NYNEX era una empresa Bell Operating Company regional que estaba compuesta por las antiguas subsidiarias de la desaparecida AT&T, siendo estas New York Telephone y New England Telephone. El nombre NYNEX era un acrónimo de New York/New England EXchange.

### Fusión con la Bell Atlantic
NYNEX se fusionó con la Bell Atlantic el 14 de agosto de 1997, en lo que en ese momento fue la segunda fusión más grande en la historia corporativa de los Estados Unidos.
Aunque la empresa que sobrevivió fue Bell Atlantic, la empresa fusionada se mudó de la sede de la Bell Atlantic en Filadelfia a la sede de NYNEX en la ciudad de Nueva York.
Bell Atlantic adquirió GTE el 30 de junio de 2000 para formar Verizon Communications, y la fusión se anunció por primera vez en abril del 2000. La NYNEX también operaba servicios telefónicos y de televisión por cable en el Reino Unido con oficinas en Waterlooville (Hampshire), Baguley (Manchester), Shoreham-by-Sea (West Sussex), Leatherhead (Surrey) y Antrim (Irlanda del Norte).

### Compra por Virgin Media
En 1996, los activos de la NYNEX en el Reino Unido se fusionaron con la subsidiaria de la Cable & Wireless, Mercury Communications, así como con los operadores de cable Vidéotron y Bell Cablemedia, y el nuevo negocio pasó a llamarse posteriormente como Cable & Wireless Communications.
Los activos de cable de Cable & Wireless se vendieron a NTL en julio de 1999. La adquisición se completó en mayo de 2000. Luego la NTL se fusionó con Telewest en marzo de 2006 para formar la NTL,Telewest, y luego se renombró el 8 de febrero de 2007 como Virgin Media.